# Alexis Ruano
Alexis Ruano Delgado (født 4. august 1985 i Málaga, Spanien) er en spansk fodboldspiller, der spiller som midterforsvarer hos Alavés. Han har tidligere spillet for blandt andet Valencia, Sevilla og Getafe.
Med Valencia har Ruano i 2008 med til at vinde Copa del Rey, den spanske pokalturnering.

## Landshold
Ruano har (pr. april 2018) endnu ikke haft debut for Spaniens A-landshold, men har repræsenteret sit land adskillige gange på både U-19, U-20 og U-21 niveau. 

## Titler
Copa del Rey
- 2008 med Valencia CF